# Grand Palais éphémère

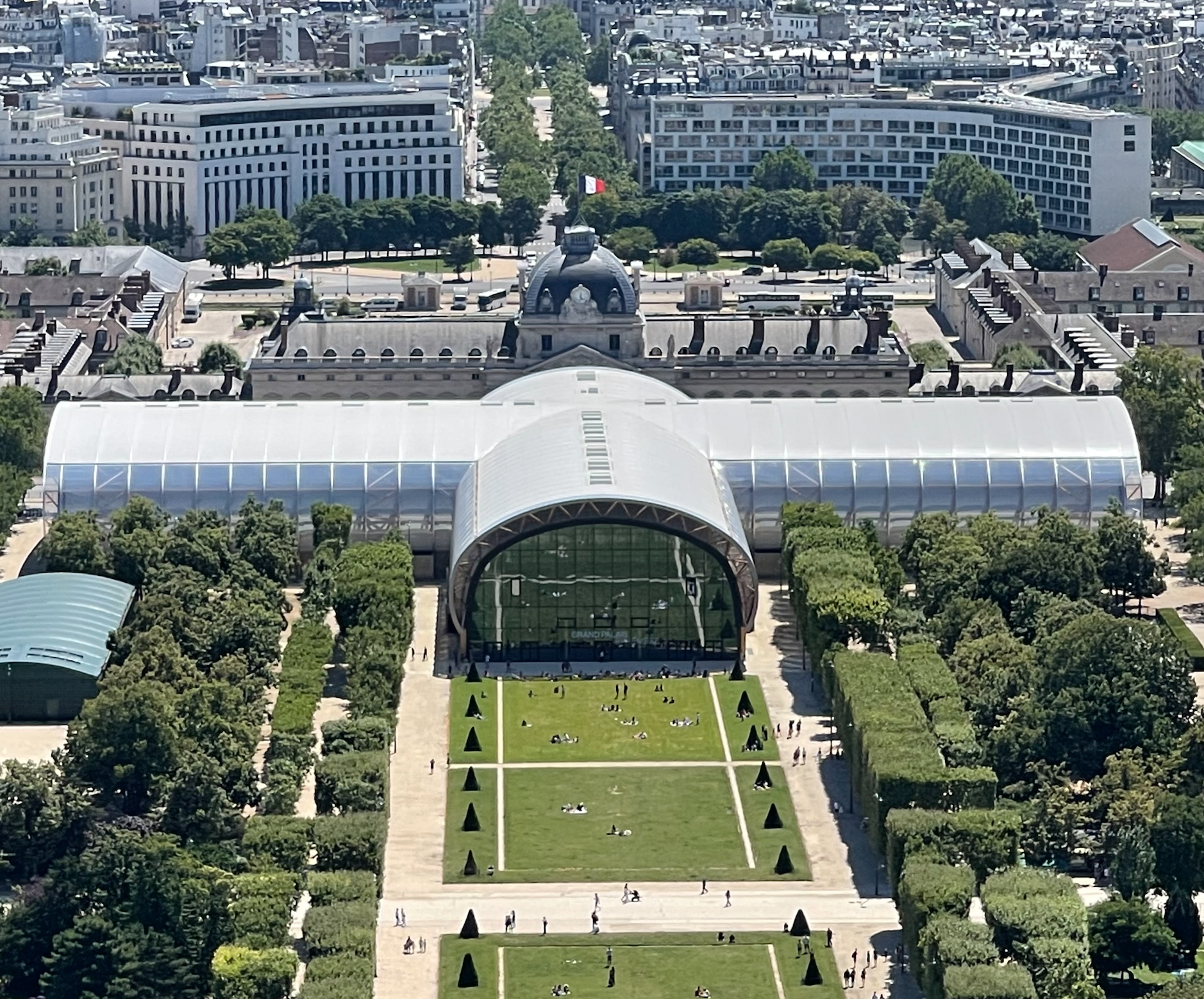
Het Grand Palais éphémère op de Champ-de-Mars

Het Grand Palais éphémère is een tijdelijk bouwwerk op de Champ-de-Mars in Parijs bedoeld om tentoonstellingen en evenementen te houden en in 2024 bepaalde onderdelen van de Olympische en Paralympische Spelen te ontvangen. Het werd geopend eind 2021.

## Gebruik
Het Grand Palais éphémère werd ontworpen om het Grand Palais als expositie- en evenementenruimte te vervangen terwijl dit laatste werd gerenoveerd. Verder zal het gebruikt worden voor de competities van judo en worstelen tijdens de Olympische Spelen van Parijs in 2024. Het is de bedoeling om het gebouw daarna af te breken maar het is zo ontworpen dat het daarna elders geheel of gedeeltelijk terug kan worden opgebouwd.

## Kenmerken
Het gebouw heeft een oppervlakte van 10.000 m² en ligt naast de militaire school, in het verlengde van de Eiffeltoren. Het gebouw werd ontworpen door Jean-Michel Wilmotte, die koos voor duurzame materialen. Het gebouw is gemaakt van hout bekleed met een dubbele laag van een doorzichtig polymeer van minerale oorsprong. Het gebouw is niet meer dan 20 meter hoog (om niet uit te steken boven de gebouwen van de militaire school) en de centrale hall is 51 meter breed en 33 meter lang. Het gebouw heeft een kostprijs van 40 miljoen euro, inclusief afbraakkosten.